# Ponta Jalunga (Sal)
Ponta Jalunga ist eine Landzunge östlich des Ortes Santa Maria und nur wenige hundert Meter nördlich der Südostspitze, Ponta do Leme Velho, der Insel Sal, im Osten des atlantischen Inselstaats Kap Verde.

## Geographie
Die Landzunge ist felsig und überblickt nach Süden die Bucht mit der Praia de Igrejinha, während sich nach Norden die Kite Beach anschließt.